# Organisation (album)
Pour les articles homonymes, voir Organisation et Organisation (groupe).
Albums de Orchestral Manoeuvres in the Dark
Orchestral Manoeuvres in the Dark
(1980) Architecture & Morality
(1981)
Organisation est le deuxième album studio de musique électronique et New wave d'Orchestral Manoeuvres in the Dark dit OMD, sorti le 24 octobre 1980 en disque vinyle et cassette audio.
En 2003 l'album sort en format CD en version remasterisée agrémentée d'inédits et versions live.

## Liste des morceaux

### Version originale
1. Enola Gay (McCluskey) – 3:33
2. 2nd Thought (McCluskey) – 4:15
3. VCL XI (Humphreys/McCluskey) – 3:50
4. Motion and Heart (Humphreys/McCluskey) – 3:16
5. Statues (McCluskey) – 4:30
6. The Misunderstanding (Humphreys/McCluskey) – 4:55
7. The More I See You (Warren/Gordon) – 4:11
8. Promise (Humphreys) – 4:51
9. Stanlow (Humphreys/McCluskey) – 6:40

### Version remasterisée 2003 avec bonus
1. Enola Gay (McCluskey) – 3:33
2. 2nd Thought (McCluskey) – 4:15
3. VCL XI (Humphreys/McCluskey) – 3:50
4. Motion and Heart (Humphreys/McCluskey) – 3:16
5. Statues (McCluskey) – 4:30
6. The Misunderstanding (Humphreys/McCluskey) – 4:55
7. The More I See You (Warren/Gordon) – 4:11
8. Promise (Humphreys) – 4:51
9. Stanlow (Humphreys/McCluskey) – 6:40
10. Annex – 4:33
11. Introducing Radios – 1:27
12. Distance Fades Between Us – 3:44
13. Progress – 2:57
14. Once When I Was Six – 3:12
15. Electricity (Dindisc 1980 Version) – 3:45

## Musiciens
- Paul Humphreys – chant, synthétiseurs, orgue, piano électrique et acoustique, programmation rythmique, percussions acoustiques et électroniques
- Andy McCluskey – chant, synthétiseur, basse, orgue, piano acoustique traité, programmation rythmique, percussions acoustiques et électroniques
- Malcolm Holmes – batterie, percussions